# Hitchhiker 5
Hitchhiker 5 – amerykański satelita wywiadu elektronicznego (zbieranie informacji o radarach). Satelita serii Subsatellite Ferret (SSF). Wyniesiony z satelitą KH-7 09.

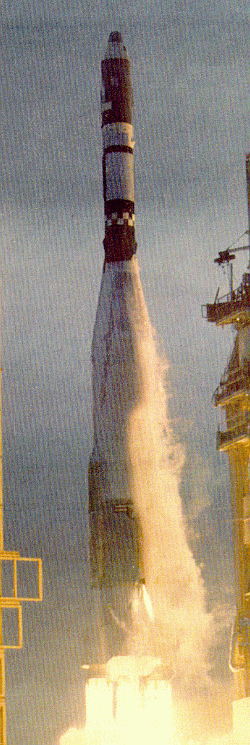
Start rakiety Atlas Agena D z satelitami KH-7 13 i Hitchhiker 7

Szczegóły misji pozostają utajone przez Stany Zjednoczone.